# Dianella pavopennacea
Dianella pavopennacea är en grästrädsväxtart som beskrevs av Rodney John Francis Henderson. Dianella pavopennacea ingår i släktet Dianella och familjen grästrädsväxter.

## Underarter
Arten delas in i följande underarter:
- D. p. major
- D. p. pavopennacea
- D. p. robusta